# Phrurolithus catalinius
Espèce
Phrurolithus catalinius est une espèce d'araignées aranéomorphes de la famille des Phrurolithidae.

## Distribution
Cette espèce est endémique d'Arizona aux États-Unis,. Elle se rencontre dans les monts Santa Catalina.

## Description
Le mâle holotype mesure 2,25 mm et la femelle paratype 2,70 mm.

## Étymologie
Son nom d'espèce lui a été donné en référence au lieu de sa découverte, les monts Santa Catalina.

## Publication originale
- Gertsch, 1941 : New American spiders of the family Clubionidae. I. American Museum novitates, no 1147, p. 1-20 (texte intégral).